# Гусейнов, Мехман Рафик оглы
Мехман Гусейнов (род. 24 ноября 1989, Баку) — азербайджанский журналист и правозащитник, находился в заключении с 2017—2019 гг.
Гусейнов является редактором общественно-политического журнала SANCAQ («Булавка»), который использует социальные сети, также работал в местной правозащитной организации — Институт свободы и безопасности репортеров (ИСБР). Летом 2014 года после полицейского обыска офис ИСБР был закрыт.
До ареста он развернул кампанию «Охота на коррумпированных чиновников». Цель состояла в том, чтобы предоставить доказательства коррупции среди правящего истеблишмента Азербайджана.
Он был арестован в центре Баку в понедельник, 9 января 2017 года, около 20:00 по местному времени Незадолго до ареста он разместил в Интернете фотографии роскошной недвижимости, которая, как он утверждал, принадлежала государственным чиновникам. Он также утверждал, что впоследствии его пытали. На следующий день после задержания его судили в закрытом заседании Насиминского районного суда и оштрафовали на 200 манатов (около 105 евро) за «неподчинение законному приказу сотрудников полиции». Впоследствии его посетили международные врачи, которые заявили, что его медицинское и психологическое состояние соответствует его заявлениям о жестоком обращении.
3 марта 2017 г. его судили в Сураханском районе, где он был признан виновным в «клевете» и приговорен к двум годам лишения свободы 2 марта 2019 года Мехман Гусейнов был освобожден.
В январе 2019 года его адвокат Шахла Гумбатова публично рассказала о плохих условиях его содержания. Позже уголовно-исполнительная служба вынесло ей предупреждение за «распространение ложной информации». После этого тюрьма отказала ей в доступе к Гусейнову и другим клиентам. Коллегия адвокатов приняла решение исключить Гумбатову из Института прав человека Международной ассоциации адвокатов (International Bar Association’s Human Rights Institute) и фонда «Адвокаты для юристов» (Lawyers for lawyers). Решение вызвало международную критику.

## Награды
В 2013 году получил премию имени Герда Буцериуса «Свободная пресса Восточной Европы».